# Tempérament égal à quintes justes
Le tempérament égal à quintes justes est un système d'intonation du XXe siècle pour l'orchestre et le piano, créé par Serge Cordier. Ce sujet a donné lieu à une conférence à l'Institut des hautes études scientifiques en avril 2013 ainsi qu'à l'université Blaise-Pascal de Clermont-Ferrand dans le cadre des Mercredis de la science, le 29 février 2012.
Des publications sur ce tempérament ont été publiées indépendamment en 1995 par Serge Cordier (professeur d'accordage au Conservatoire à rayonnement régional de Montpellier) et par Klaus Gillessen (chargé d'enseignement à l'université coopérative Baden-Württemberg (de)).
Ce tempérament a pour but de résoudre le problème de concordance des 12 quintes justes et des 7 octaves justes. 

## Caractéristiques dutempérament égal à quintes justes
Pour accorder un piano dans le tempérament égal à quintes justes de Serge Cordier l'accordeur réalise une partition dans un intervalle de quinte juste (celui entre le fa "de la clé" et le do "du milieu") en répartissant les sept demi-tons qui la composent de façon régulière. À partir de ces huit notes (fa, fa#, sol, sol#, la, la#, si, do), il accorde tout le piano vers le grave et vers l'aigu par quintes sans battements et chromatiquement.
Il découle de cette technique que les octaves (2,0038 cent) sont un peu grandes (car elles sont agrandies de 1/7e de comma pythagoricien).
Les demi-tons sont tous égaux, ainsi que tous les autres intervalles, ce qui justifie son appellation de tempérament égal.
À partir d'un la à 440 hertz, le fa inférieur sonnera à 349 hertz contre 349,23 en tempérament égal à 1/12e de comma pythagoricien. Les tierces sont donc un peu plus grandes que dans ce dernier. Elles ne sont en effet réduites que de 2/7e de comma contre 1/3 pour ce dernier (elles mesurent 401,14 cent contre 400, ce qui est un écart infime). Pour rappel elles sont réduites de 2/3 pour le tempérament mésotonique à 1/6e de comma (392 cent), voire jusqu'à 1 comma syntonique pour le tempérament mésotonique à 1/4 de comma (386 cent). Elles sont cependant beaucoup plus petites que dans l'accord pythagoricien (408 cent).
La pertinence de cette technique d'accord réside dans le fait qu'en dépit d'une perte minime de la qualité des tierces, l'on profite de quintes sans battement dans toute la tessiture du piano et l'augmentation de la taille des octaves va dans la même direction que la technique traditionnelle d'accord des pianos qui est d'agrandir les octaves dans le grave et l'aigu (pour compenser le phénomène d'inharmonicité des cordes filées et des petites cordes).

## Avantages dutempérament égal à quintes justesselon Serge Cordier
Extrait du livre de Serge Cordier Piano bien tempéré et justesse orchestrale, éd. Buchet-Chastel, 1982 :
« D'où ces contradictions dénoncées par R. Dussaut depuis au moins trente ans, mais qu'on peut toujours relever dans les cours de « théorie » : la gamme y est justifiée selon la tradition zarlinienne et les demi-tons sont définis selon la tradition pythagoricienne (avec la note diésée plus haute que son enharmonique bémolée), certes plus proche de la pratique courante des musiciens, mais à l'opposé de la conception zarlinienne ! On comprend mieux, à l'aide de tels exemples, pourquoi pour les musiciens, la théorie « c'est quelque chose qui s'explique mais qui ne se comprend pas », comme le dit avec humour R. Dussaut !

Même contradiction dans le domaine de la justesse tempérée et même ignorance totale des réalités, puisque les théoriciens et les accordeurs eux-mêmes continuent de professer une théorie de la gamme tempérée, inspirée par les mathématiciens, qui conclut au raccourcissement de la quinte, théorie dont l'inadéquation au fait musical a été récemment démontrée par l'échec de l'accordeur électronique basé sur cette conception: celui-ci donne en effet un accord théoriquement parfait, c'est-à-dire rigoureusement conforme au tempérament qui divise l'octave en 12 parties strictement égales. Mais il ne donne en réalité qu'un accord parfaitement médiocre. »
Il y a donc dans ces domaines un divorce dramatique entre l'entendre et le comprendre.
Dans la pratique, pour des raisons acoustiques, techniques et esthétiques, les musiciens ont tendance :
- à égaliser les intervalles,
- à les agrandir par rapport à leur définition, ce qui conduit à jouer plus haut l'aigu et plus bas le grave.

Cela explique que certains musiciens[Qui ?], qui ont pourtant adopté le principe de l'intonation tempérée, rejettent l'accordeur électronique[réf. nécessaire].
Pour Serge Cordier, l'intonation de référence des orchestres est le tempérament égal à quintes pures (et donc à octaves et quartes agrandies), qui se différencie du tempérament égal de l'accordeur électronique par un aigu plus haut et un grave plus bas (chaque octave est agrandie de 3,7 cents, ce qui sonne très bien et qui permet aux quintes de rester pures). Pour bien comprendre de quoi il s'agit, voici les rapports d'intervalles dans l'espace d'une octave :
- 1,0
- 1,059634
- 1,122824
- 1,189782
- 1,260734
- 1,335916
- 1,415582
- 1,5
- 1,589451
- 1,684236
- 1,784674
- 1,891101
- 2,003875

Comparés sur l'accordeur électronique, le suraigu du violon et de la flûte doivent être joués 15 à 20 % plus haut que le do grave du violoncelle.
Les violons et altos doivent être accordés en quintes pures à partir du la 442, et les sept demi-tons entre les cordes à vide doivent être égaux.
À titre de repère, le mi sur la corde de ré doit être joué 1,3 mm plus bas (7,8 %) que défini par la quarte avec la corde de la à vide, et le sol sur la même corde ré doit être joué 0,5 mm plus haut (3,7 %) que défini par l'octave pure avec le sol à vide.
Le la des violoncelles devrait être accordé 3,7 % plus bas (à 441 au lieu de 442 sur l'accordeur électronique), et les contrebasses devraient reprendre le sol à vide des violoncelles.
La tolérance de justesse autour des valeurs tempérées pour l'expression ou tout simplement la maladresse peut être évaluée à + ou - 10 %. Ce qui fait que l'accordeur électronique peut accuser des écarts légitimes d'intonation dans l'orchestre jusqu'à 50 %.
La simplicité et la précision de cette échelle de référence (qui se compose de sept demi-tons égaux dans une quinte juste), qui n'interdit pas par ailleurs qu'on s'en échappe, devrait permettre une justesse meilleure en orchestre, car c'est avant tout l'indécision de l'oreille et non l'imprécision des doigts qui est responsable des écarts d'intonation[réf. nécessaire].

## Remarques d'un physicien sur letempérament égal à quintes justes
L'inharmonicité des cordes de piano est négligeable dans le grave, mais elle est très marquée dans l'aigu. Un piano bien accordé tient compte de cette inharmonicité. Une échelle uniforme, quelle qu'elle soit, ne peut pas convenir à la fois dans l'aigu (nécessité de dilater fortement l'échelle) et dans le grave (nécessité de ne pas dilater du tout l'échelle).
L'exactitude des octaves du grave est nécessaire pour obtenir toute l'amplitude des accords d'octave qui, sans cela, serait diminuée par l'effet des battements. Aucun effet psychoacoustique ne demande de jouer plus bas les notes graves : l'échelle de Mel ne concerne que les sons de fréquences élevées.
De plus, cette échelle ne pourrait être réalisée qu'à l'accordeur électronique : en effet, une quinte accordée sans battements n'est aucunement une quinte pure, puisque les battements concernent le partiel 3 d'une note de la quinte et le partiel 2 de l'autre note, partiels tous deux affectés par l'inharmonicité des cordes (voir Inharmonicité du piano). Un piano accordé par quintes sans battements n'est donc aucunement accordé suivant l'échelle universelle d'un « tempérament égal à quintes pures » [réf. souhaitée] : les quintes y sont d'autant plus dilatées que les cordes sont plus inharmoniques, elles sont d'autant moins pures que l'on va davantage dans l'aigu.
Un violoniste s'accorde en quintes pures, mais, sauf à n'utiliser que ses quatre cordes à vide, il joue dans n'importe quel tempérament pour toutes les autres notes. À part dans l'ouvrage de Serge Cordier[citation nécessaire], les orchestres ne jouent pas dans un tempérament à quintes justes.
Pour les instruments à vent, une échelle en quintes pures conduirait à des tierces majeures encore plus grandes que dans le tempérament égal. Le son résultant serait beaucoup trop haut et, dans tous les cas où on entend ce son différentiel (voir : Justesse des tierces), la tierce majeure sonnerait vraiment faux, d'une façon rédhibitoire. Des facteurs d'orgue ont, d'ailleurs, jugé impossible l'utilisation de l'échelle en quintes pures décrite ci-dessus.

## Remarques d'un accordeur sur letempérament égal à quintes justes

### Application au piano
Ce tempérament, comme tous les autres, ne peut s'appliquer en toute rigueur mathématique sur le piano en raison des effets induits par l'inharmonicité structurelle de cet instrument, laquelle inharmonicité voit sa progression (augmentation du grave à l'aigu) varier dans l'ensemble de la tessiture, d'un piano à l'autre, avec plus ou moins de régularité. Ce pourquoi l'utilisation de fréquencemètres simples aussi précis soient-ils (ou accordeurs) ne permet jamais l'obtention correcte au piano de quelque tempérament que ce soit[réf. nécessaire]. En effet :
- la somme de deux octaves sans battement ne produit pas une double octave ou 15e sans battement (laquelle se retrouve trop courte, battante par défaut avec des valeurs variant avec les taux d'inharmonicité propres à chaque piano) ;
- on peut obtenir une 12e sans battement par la somme d'une octave battante par excès (acoustiquement plus grande) avec une quinte sans battement.

Ces mêmes expériences montrent également la variabilité des résultats en fonction du lieu de la tessiture et du piano choisi. Les mêmes exemples appliqués sur un instrument à la structure spectrale harmonique, à l'orgue, à l'harmonium ou à l'accordéon par exemple, sont irréalisables :
- sur un orgue, un harmonium ou un accordéon la somme de deux octaves sans battement donne une double octave sans battement ;
- pour qu'une 12e soit sans battement, avec cette catégorie d'instruments, il faut que l'octave et la quinte soient également sans battement mais dans ce cas le tempérament ne peut plus être égal.

Ces différences de résultats entre instruments harmoniques et inharmoniques sont démontrées par le calcul et l'expérimentation.
Ainsi, au piano, l'expérience de terrain montre que le fait de placer la quinte sans battement réglée à l'oreille, juste pour le musicien et l'accordeur, (pas forcément « juste » au sens du physicien c'est-à-dire ne correspondant pas systématiquement au rapport de fréquences 1,5 du fait des distorsions dues à l'inharmonicité) à la base de la construction du système, en lieu et place de l'octave sans battement également réglée à l'oreille, conduit à une meilleure répartition et correction de ces décalages inévitables tant acoustiques (nombre de battements par seconde) que musicaux (hauteurs perçues par l'oreille) engendrés par l'inharmonicité sur les intervalles.
L'expérience, comme le calcul tenant compte de l'inharmonicité, montrent effectivement un raccourcissement souvent assez net des intervalles au fur et à mesure que l'on parcourt le clavier vers l'aigu lorsque les octaves sont conservées parfaitement pures (sans battement). Le constat est criant avec l'accord de septième diminuée (trois tierces mineures juxtaposées) qui prend un aspect très comprimé dans la tessiture du haut médium : les tierces mineures sont plus courtes (battent plus rapidement) que ce que les calculs habituels ne tenant pas compte de l'inharmonicité ne prévoient. Le phénomène s'accentue avec les pianos de petite taille. Les octaves agrandies (battantes) du tempérament égal à quintes justes compensent ces raccourcissements induits par l'inharmonicité.
De plus, la structure de ce tempérament génère des « familles » de battements (expression d'Emile Leipp), lesquelles, tout en conférant un caractère très chantant et homogène au médium du clavier permettent, avec une très grande précision, de calibrer les intervalles en tenant compte de l'inharmonicité ambiante, simplifiant et rationalisant de ce fait la réalisation de la partition.
Ces « familles » de battements, qui consistent en ce que plusieurs intervalles de noms différents battent à la même vitesse, n'existent pas dans la gamme tempérée égale classique compliquant et rendant plus aléatoire la bonne mise en application de celle-ci au piano, aboutissant souvent à des résultats très (trop ?) variables d'un accordeur à l'autre et poussant certains d'entre eux à l'emploi de logiciels d'accord.
Certains accordeurs estiment donc que le tempérament égal à quintes justes, appliqué au piano en respectant les « familles » de battements, principales caractéristiques acoustiques de ce tempérament, recèlerait plus d'avantages que d'inconvénients.

### Application à l'orgue
Musicalement, son application éventuelle à l'orgue est d'un intérêt moindre du simple fait que les jeux d'orgue ne sont pas inharmoniques si on excepte le jeu de flûte à cheminée dont les tuyaux produisent une superposition de partiels en régime normal d'entretien. En outre, la structure spectrale de l'orgue ne suit pas l'appauvrissement de celle du piano lorsqu'on s'achemine vers l'aigu du clavier :
- 49 partiels audibles sur la note la plus grave du piano ;
- 2 partiels seulement sur les notes de la dernière octave aiguë du piano.

Cette évolution progressive de la structure en partiels audibles le long de la tessiture d'un piano provoque, tout comme l'inharmonicité sur les rapidités d'intervalles évoquées plus haut, une espèce de renversement de la perception des sons amenant à un déséquilibre des hauteurs entendues entre graves-médium-aigus, état de fait conforté par la dilatation acoustique des octaves, certes variable selon les techniciens, avec battements lents toujours constatée dans la pratique des accordeurs les plus réputés pour compenser ce déséquilibre.
Ces phénomènes de raccourcissement, tant dus à l'inharmonicité (modification des battements réels) qu'à la structure évolutive en partiels (hauteurs perçues) n'existent pas à l'orgue, pour lequel des octaves acoustiquement pures (sans battement) suffisent pour l'obtention de la justesse et la conservation, dans l'ensemble de la tessiture du clavier, de la vitesse réelle des battements d'intervalles.
Il faut considérer également que les battements d'octave ne sont pas perçus de la même façon au piano et à l'orgue : au piano les sons meurent avec des évanouissements progressifs de partiels, et à l'orgue ils sont tenus autant de temps que l'instrumentiste garde les touches enfoncées.
Toutefois des tentatives d'application à l'orgue ont été faites à l'initiative de l'organiste Jean Guillou.

#### Ouvrages
- Serge Cordier (préf. Jean Guillou et Paul Badura-Skoda), Piano bien tempéré et justesse orchestrale : le tempérament égal à quintes justes, Paris, Buchet/Chastel, coll. « Collection Musique », 1982 (OCLC 658141439, BNF 42923056)
  -  Compte rendu sur l'ouvrage : François Lanthier, « Serge Cordier. Piano bien tempéré et justesse orchestrale. Préfaces de Paul Badura-Skoda et Jean Guillou. Paris : Buchet-Chastel, 1982. 273 pp. », Canadian University Music Review / Revue de musique des universités canadiennes, Canadian University Music Society / Société de musique des universités canadiennes, no 7,‎ 1986, p. 229-231 (DOI 10.7202/1014095ar, présentation en ligne, lire en ligne)
- (en) David J. Benson, Music : A Mathematical Offering, Cambridge, Cambridge University Press, 2007, 411 p. (ISBN 978-0-521-85387-3, OCLC 69484257, présentation en ligne), « Scales and temperaments: the fivefold way », p. 201
- (en) Philippe Guillaume, Music and acoustics : from instrument to computer, Londres ; Newport Beach, CA, ISTE, 2006, 199 p. (ISBN 978-1-905209-26-2, OCLC 71243948, lire en ligne), p. 100-103, 114

#### Articles universitaires
- (en) Haye Hinrichsen, « Revising the Musical Equal Temperament », Revista Brasileira de Ensino de Física, Wurtzbourg, Universität Würzburg, Fakultät für Physik und Astronomie), vol. 38, no 1 (201603),‎ 2015 (ISSN 1806-9126, OCLC 6256438045, lire en ligne)
- (en) Klaus Gillessen, « On the Use of Stretched Scales », The Galpin Society Journal, Galpin Society, vol. 53,‎ avril 2000 (DOI 10.2307/842330 page=312-315, présentation en ligne)
- (en) Yves Hellegouarch (université de Caen, département de mathématiques et mécanique), « A mathematical interpretation of expressive intonation », Mathematics and Art, Berlin ; New York, Springer,‎ 2002, p. 141-148 (ISBN 9783540434221, OCLC 50252015, lire en ligne)